# آلفرد هنری ماورر
آلفرد هنری ماورر (انگلیسی: Alfred Henry Maurer; ۲۱ آوریل ۱۸۶۸ – ۴ اوت ۱۹۳۲) نقاش مدرنیست اهل ایالات متحده آمریکا بود که آثارش در زمان خود چندان جدی گرفته نشد اما اکنون بسیار مورد توجه قرار گرفته‌است. او در ۶۴سالگی خودکشی کرد.